# أومافيلوكسولون
أومافيلوكسولون( Omaveloxolone)، الذي يباع تحت الإسم التجاري سكايكلاري( Skyclarys)، هو دواء يستخدم لعلاج رنح فريدريخ. تحديدا يعطى لمن هم بعمر 16 سنة على الأقل. و يؤخذ عن طريق الفم .
تشمل الآثار الجانبية الشائعة لهذا العقار على ما يلي: مشاكل الكبد و الصداع و الغثيان و آلام البطن و التعب و الإسهال و آلام العضلات و العظام. قد تشمل الآثار الجانبية الأخرى على احتباس السوائل أو فرط شحميات الدم . أما استخدامه خلا فترة الحمل فقد يضر الجنين. و آلية عمله تبقى غير واضحة تماما. ومع ذلك، يبدو أنه ينشط مسار العامل 2 المرتبط بالعامل النووي الكريات الحمر 2 (Nrf2).
تمت الموافقة على أومافيلوكسولون للاستخدام الطبي في الولايات المتحدة في عام 2023. وقد تم منحه لقب اليتيم في أوروبا عام 2018. يكلف حوالي 370.000 دولار أمريكي سنويًا اعتبارًا من عام 2023 في الولايات المتحدة.